# Podeonius borowieci
Podeonius borowieci là một loài bọ cánh cứng trong họ Elateridae. Loài này được Schimmel miêu tả khoa học năm 2007.